# محمد بن مكي
الشيخ شمس الدين أبو عبد الله محمد بن جمال الدين مكي العاملي المعروف بالشهيد الأول، أحد أبرز فقهاء الشيعة الإمامية ممن ترك آثاراً واضحة على الفقه الشيعي تجديداً وتطويراً وتنقيحاً، له العديد من التصانيف القيمة التي ما زالت حتى يومنا هذا من الكتب التي يرجع الشيعة إليها في دراسة الفقه والعلوم الشرعية.

## نسبه
هو الشيخ محمد بن مكي (جمال الدين) بن محمد (شمس الدين) بن حامد بن أحمد المطلبي الحارثي الهمداني أما، النباطي الجزيني العاملي موطنا، المعروف بالشهيد الأول.
- المطلبي: نسبة لل (المطلب بن عبد مناف) أخو هاشم[3]
- الحارثي: نسبة للحارث الهمداني، من أصحاب الإمام علي بن أبي طالب
- النباطي: نسبة إلى النبطية في جبل عامل حيث أقام أحد أجداده فيها
- الجزيني: نسبة إلى جزين في الجنوب اللبناني، حيث نشأ ودرس في بداياته.
- العاملي: نسبة إلى جبل عامل

## ولادته ونشأته
ولد الشهيد الأول في العام 734 هجرية في جزين في جبل عامل، والدته سيدة علوية من آل معية في العراق. ووالده الشيخ أبو محمد مكي بن محمد بن حامد العاملي الجزيني كان من تلامذة الشيخ نجم الدين طومان.

درس على والده الشيخ جمال الدين مكي بن الشيخ محمد شمس الدين بن حامد (أو حمد)العاملي الجزيني، وتلقى عنه مبادئ العربية والفقه، كما تتلمذ الشهيد في جزين على الشيخ (أسد الدين الصائغ) الجزيني أبو زوجته وعم أبيه، وكان هذا عالما كبيرا يتقن ثلاثة عشر علما من العلوم الرياضية.

## هجراته العلمية وأساتذته
لم يكتفِ الشهيد الأول بالعلوم التي تلقاها في مسقط رأسه (جزين) وإنما تجاوزها إلى أقطار بعيدة وقريبة في ذلك العهد. وأهم الأقطار التي شد الرحال إليها لتلقي العلم أو الإفادة:الحلة وكربلاء وبغداد ومكة المكرمة والمدينة المنورة والشام والقدس.
كانت الحلة آنذاك مركزا من مراكز الحركة العلمية في الأوساط الإسلامية الشيعية، فهاجر الشهيد الأول إليها وهو بعد لم يتجاوز السابعة عشرة من عمره، وأجازه (فخر المحققين) نجل (العلامة الحلي) أن يروي عنه بتاريخ 20 شعبان سنة 751 هـ.

### أساتذته في جبل عامل
- والده الشيخ جمال الدين مكي بن الشيخ محمد شمس الدين بن حامد (أو حمد)العاملي الجزيني
- الشيخ (أسد الدين الصائغ) الجزيني العاملي أبو زوجته وعم أبيه، وكان هذا عالما كبيرا يتقن ثلاثة عشر علما من العلوم الرياضية، ولم يشتهر لغلبة العلوم الرياضية عليه.[7]

### أساتذته في الحلة
ومن أساتذته في الحلة:
1. فخر المحققين ابن العلامة الحلي.
2. الشيخ ابن معية من تلامذة العلامة الحلي
3. السيد عبد المطلب بن السيد مجد الدين بن الفوارس.
4. السيد ضياء الدين عبد الله بن السيد مجد الدين بن الفوارس (وهما ابنا اخت العلامة الحلي).

### أساتذته في الشام
وفي الشام سنة 776 اجتمع الشهيد الأول بالفقيه المحقق (قطب الدين الرازي البويهي تلميذ العلامة الحلي) وقرأ عليه الفلسفة والحكمة.

### مشايخه في الرواية
ومن أساتذته وشيوخه في الرواية أيضا:
1. السيد جلال الدين عبد الحميد بن فخار الموسوي
2. السيد علاء الدين علي بن زهرة الحلي
3. الشيخ إبراهيم بن عبد الرحيم بن محمد بن سعد الله بن جماعة.
4. الشيخ إبراهيم بن عمر، الملقب ببرهان الدين الجعبري شيخ مشيخة مقام الخليل بفلسطين

## تلامذته
1. السيد أبوطالب أحمد بن القاسم بن زهرة الحسيني
2. الشيخ جمال الدين أحمد بن النجار صاحب الحاشية على (قواعد العلامة الحلي)
3. الشيخ جمال الدين أبو منصور الحسن بن الشهيد الأول، أجازه والده الشهيد.[8]
4. الشيخ ضياء الدين أبوالقاسم علي ابن الشهيد الأول، وله عن أبيه إجازة ويروي عنه الشيخ محمد بن داوود المؤذن العاملي الجزيني.[9]
5. الشيخ عبد الرحمان العتائقي صاحب المؤلفات الكثيرة تلقى عن الشهيد كثيرا من العلوم
6. السيد بدر الدين الحسن بن أيوب الشهير بابن الاعرج الاطراوي العاملي.
7. الشيخ رضي الدين أبوطالب محمد[10] أكبر أبناء الشهيد (محمد بن محمد)، أجازه أبوه مرتين، يروي عن أبيه وعن ابن معية.[11]
8. الفقيهة الفاضلة فاطمة المدعوة بست المشائخ، تروي عن أبيها وعن السيد تاج الدين ابن معية إجازة، وكان أبوها يثني عليها ويأمر النساء بالاقتداء بها، والرجوع إليها. وقد عني الشهيد بتربية بنته هذه وتثقيفها فكانت مثال المرأة المؤمنة المثقفة، وكانت موضع احترام وعناية الفقهاء والناس عامة، حتى أنها لما توفيت في قرية جزين حضر تشييعها سبعون مجتهدا من (جبل عامل). ولسنا نملك أثرا فقهيا عن هذه السيدة الجليلة، لكن بين أيدينا وثيقة كتبتها ست المشائخ لاخويها تهب بها ما يخصها من تركة أبيها في جزين لاخويها، ابتغاء لوجه الله، وفي قبال ذلك يعوضها أخواها بكتب في الفقه.
9. الشيخ شرف الدين أبوعبد الله المقداد بن عبد الله المعروف بالفاضل السيوري الحلي. (الفاضل المقداد)
10. الشيخ محمد بن تاج الدين عبد علي (في بعض المصادر عبد علي أو عبد العالي) الشهير بابن نجدة.[12]
11. الشيخ حسن بن سليمان الحلي.
12. الشيخ زين الدين علي بن الخازن الحائري.
13. الشيخ جمال الدين أحمد بن إبراهيم بن الحسين الكوثراني: من تلامذة الشهيد الأول، وله منه إجازة وصفه فيها بالفقيه الزاهد العابد.[13]
14. الشيخ محمد بن علي بن أحمد بن علي العاملي: كان حيا عام 843 هجرية.[14]
15. الشيخ عزالدين الحسن بن سليمان بن محمد العاملي.[15]
16. الشيخ عز الدين أبو عبد الله الحسين بن علي العاملي: فقيه محدّث قرأ على الشهيد الأول وله من إجازة في العام 757 هجرية.[16]
17. الشيخ شمس الدين بن مجاهد العاملي.[17]
18. السيد صفي الدين بن محمد بن علي بن الحسن الجرجاني، نزيل جزين، كان حيا عام 785 هجرية.[18]
19. الشيخ زين الدين أبو الحسن علي بن بشارة العاملي الشقراوي الحنّاط[19]، من تلامذة الشهيد الأول وله منه إجازة عام 757 هـ.

## مؤلفاته
له العديد من المؤلفات، امتازت بالتنقيح والتنظيم، وهو أول فقيه إمامي قام بتدوين القواعد الفقهية في تاريخ فقه الشيعة بصورة منهجية. ومن أبرز مؤلفاته:
1. الموجز النفيسي.
2. غاية القصد في معرفة الفصد
3. كتاب الذكرى
4. كتاب الدروس الشرعية في فقه الإمامية
5. كتاب غاية المراد في شرح نكت الإرشاد
6. كتاب جامع البين من فوائد الشرحين
7. كتاب البيان في الفقه
8. رسالة الباقيات الصالحات
9. اللمعة الدمشقية في الفقه
10. الاربعون حديثا
11. الالفية في فقه الصلاة اليومية
12. رسالة في قصر من سافر بقصد الإفطار والتقصير
13. النفلية
14. خلاصة الاعتبار في الحج والاعتمار
15. القواعد.
16. الدرة الباهرة. (في بعض المصادر الدرة المضيئة)
17. رسالة التكليف.
18. كتاب المزار.
19. جوابات الفاضل المقداد (المسائل المقداديات)
20. أحكام الأموات
21. جوابات مسائل الإطراوي (أجوبة مسائل ابن نجم الدين الإطراوي)
22. مسائل ابن مكي.
23. العقيدة
24. اختصار الجعفريات
25. مزار الشهيد
26. المقالة التكليفية
27. الاستدراك
28. الحواشي النجارية
29. رسالة في علم الكلام
30. المجموع
31. شرح قصيدة الشفهيني.

## كتاب اللمعة الدمشقية
وهو كتاب مختصر في الفقه يتميز بمتانة الاستدلال وتركيز الدليل وتجنب الخوض في المناقشات المطولة للآراء وجمال التعبير. وكل ذلك كان سببا ليدخل هذا الكتاب في المنهاج الدراسي للحوزات العلمية في الفقه إلى اليوم الحاضر، وهو أول كتاب دراسي استدلالي يقرأه الطالب في الفقه. ويلاحظ في هذا الكتاب استخداما واسعا للقواعد الفقهية، وهذا ما لا نجد نظيرا له في الأعمال الفقهية للشيعة السابقة عليه.
يذهب بعض المؤرخين إلى أن الشهيد ألّف هذا الكتاب في مدة حبسه في قلعة الشام في سبعة أيام وما كان يحضره من كتب الفقه غير كتاب «المختصر النافع».
فيما يرى البعض الآخر أنه قد ألّفه بطلب من «علي بن الموَيد» ملك خراسـان الشيعي (توفـي عام 795 هـ)، وقد ألّفه عام 782 هـ، وذلك قبل شهادته بأربع سنوات وكان الرسول بين الشهيد الأول والموَيد هو محمد الآبي النقيب شمس الدين، وهو المرجّح والأقرب للتصديق.

## شخصيته وإنجازاته
كان الشهيد يقوم في وقت واحد بجهد علمي في جزين، ونشاط سياسي في دمشق، وعمل اجتماعي واسع في تنظيم المرجعية في بلاد الشام وخراسان.
- تأسيس مدرسة جزين: مع استلام الايوبيين للحكم من الفاطميين بدأت مرحلة من الضمور الكبير للحالة الشيعية في مصر والشام، ثم جاء من بعدهم المماليك عام 648 ليواصلوا نفس السياسة التي مارسها سلفهم الايوبيون في التضييق على الشيعة، وكانت أيامهم من أشق الفترات على شيعة الشام. في مثل هذه الظروف الصعبة حاول الشهيد الأول أن يوصل جبل عامل بمدرسة الحلة وينقل إليها العلم والفقاهة والفكر، ويجعل من جبل عامل مدرسة للفقاهة والثقافة الإمامية مستفيدا من موقعها الجغرافي الذي يمنحها حصانة طبيعية في مقابل تعدي المماليك. وكانت مدرسة (جزين) التي أنشأها الشهيد الأول في جبل عامل البذرة التي نمت فيما بعد وأثمرت واتسعت واستتبعت مدارس فقهية أخرى في مناطق كثيرة من جبل عامل. وازدهرت هذه المدرسة على يد الشهيد وكان يمارس التدريس فيها بنفسه ويعطيها من اهتمامه وجهده ووقته الكثير.
- تدوين القواعد الفقهية: وهو أمر جديد في تاريخ الفقه الإمامي. والقواعد الفقهية أحكام كلية تندرج تحت كل منها تطبيقات جزئية من أبواب مختلفة من الفقه أو من باب واحد من أبوابه، وهي كثيرة في أبواب المعاملات والعقود والنكاح والمواريث والعبادات والجنايات وغيرها.
- انفتاحه الثقافي والعلمي: عُرف الشهيد الأول بانفتاحه الثقافي والعلمي فقد قرأ على عدد من مشايخ أهل السنة، وروى عن أربعين شيخا من علمائهم بمكة والمدينة وبغداد ومصر ودمشق وبيت المقدس ومقام الخليل إبراهيم. فكان على صله وثيقة بالاتجاهات الفكرية السنية، وعلى معرفة تامة بآرائها وأفكارها، كما كان على صلة وثيقة، ومعرفة تامة بمشيخة الرواية والفقه والكلام عن أعلام السنة، مما يدل على أنه في أسفاره كان يخالط كثيرا من (أقطاب المذاهب الإسلامية) الأخرى، ولم يكن ممن ينطوي فكريا على نفسه.
- عمل الشهيد في هذه الفترة على تنظيم علاقة الامة بالفقهاء من خلال شبكة الوكلاء الذين ينوبون عن الفقهاء في تنظيم شؤون الناس في دينهم ودنياهم كما يقومون بجمع الحقوق المالية الشرعية لتوزيعها على مستحقيها بنظر الفقيه. والمعروف أن الشهيد الأول هو أول من أسس هذا التنظيم الذي يربط الفقيه المتصدي بالامة بواسطة شبكة من الوكلاء، واستمر هذا التنظيم فيما بعد ونمى وتطور على أيدي الفقهاء الذين تصدوا لشؤون الناس إلى اليوم الحاضر.
- كان الشهيد يتردد خلال فترة عمله في جزين على دمشق كثيرا، وكان له بيت عامر في دمشق بالعلماء وطلبة العلم. وكان مجلسه هناك حافلا بمختلف الطبقات ومن مختلف المذاهب الأربعة.

## شعره
له شعر جميل على قلته يمتاز بالرقة، ودقة التصوير، وروعة الديباجة والمس المباشر للنفس، وجمال التعبير، وجودة الأداء، منه قوله:

## فتنة اليالوشي
كان اضطراب الوضع السياسي والاجتماعي في البلدان الإسلامية يحمل نواة ظهور بدع في التفكير والعقيدة.
فقد ظهر في جبل عامل شخص يسمى بمحمد الجالوش، أو (اليالوش) – نسبة إلى قرية برج يالوش- ويقال إنه كان من تلامذة الشهيد.
لكنه بدأ يدعو إلى مذهب يغلب عليه طابع التصوف والاعتقاد بوحدة الوجود، ويذهب البعض إلى أنه ادّعى النبوة، ويبدو أن (اليالوش) كان خطيبا متكلما لذقا، حلو البيان ومشعوذا، استطاع أن يشد إلى دعوته الجديدة ناسا من السذج، فاربك الوضع، وخاف الشهيد أن تشيع هذه البدعة الجديدة، ويتسع إطارها فاتصل بالبلاط واقنع الجهاز بضرورة تلافي الامر قبل أن يستفحل، فجهزت حكومة دمشق (من المماليك) جيشا، واصطدموا بمعسكر (اليالوش) بالقرب من النبطية الفوقا، فقتل (اليالوش) وتمزق شملهم.
إلا أن هذه الهزيمة لم تكن كافية للقضاء على هذه الظاهرة فقد انتقلت زعامة الدعوة الجديدة بعد مقتل (اليالوش) إلى تقي الدين الجبلي أو (الخيامي) من أهالي الجبل، ومن بعد وفاته تولى الزعامة شخص آخر يدعى ب‍ (يوسف بن يحيى) وكان لهذين الرجلين الجبلي، ويوسف بن يحيى اصبع في مقتل الشهيد الأول وذلك بالوشاية عليه عند (بيدمر) حاكم دمشق، وقضاة بيروت وحلب ودمشق

## استشهاده
وكان استشهاده سنة 786 هجرية، اليوم التاسع من جمادي الأولى، قتل بالسيف ثم صلب ثم رجم وأحرق بدمشق بفتوى القاضي برهان الدين المكي وعباد بن جماعة بعدما سجن سنة كاملة في قلعة الشام.

وكان سبب حبسه وقتله وشاية من رجال (اليالوشي) الذين كتبوا محضرا يشتمل على مقالات شنيعة بحق الشهيد، اتهموه بميله للنصيرية، وإباحته الخمر، وغيرها من الافتراءات بهدف التخلص منه.

شهد بذلك جماعة من سبعين نفرا من رجال اليالوشي، ثم أتوا به إلى قاضي الشام فحبس بداية ثم قتل ثم صلب ورجم ثم أحرق.

## روايات أخرى عن وفاته
يذهب البعض إلى أن موقف القاضي ضد الشهيد الأول كان منبعه الحسد، حيث أفحم الشهيد القاضي في إحدى اللقاءات على مرأى ومسمع جمع من العلماء والحاضرين. 

ويرى البعض الآخر إلى أن القاضي المذكور هو من قام بكتابة العريضة ضد الشهيد الأول بعد مناظرته وإفحامه، وأشهد عليها جمع من العلماء ورفعها إلى حاكم دمشق.

وقيل كذلك بأن رجال اليالوشي إنما أقدموا على كتابة شكواهم بإيعاز من حاكم دمشق، وذلك بعدما رأى من اتساع أمر الشهيد الأول وقدرته على التأثير في الأوساط العلمية والدينية والاجتماعية.
وقيل حصل صراع بين الشهيد وبين أحد المتنفذين الشيعة (محمد اليالوش) الذي ادعى النبوة ودارت معركة انتصر فيها الشهيد وقتل المدعي، لكن خليفة الأخير وهو تقي الدين الجبلي الخيامي حرض المماليك على قتله، وساعده في تحقيق مرامه خوف المماليك المتزايد من تنامي آثار شخصية الشهيد في المنطقة بعد المعركة مع اليالوش، وانتهى الأمر بالشهيد إلى نيل هذا اللقب، بعد إعدامه في دمشق، ثم رجم وأحرق.
تأسست بعد هذه المرحلة مدارس عدة في جبل عامل والبقاع، منها مدرسة ميس والكرك وشقرا والمدرسة النورية في بعلبك. ودامت الحال في تقدم رغماً عن عوامل التعصب، ومعاكسة الحكام، إلى أن طرد العثمانيون المماليك من المنطقة سنة 1517، فأنهوا الاستقلال الإداري الذي تمتعت به، وبسطوا سلطتهم عليها بالقوة.
وأما تأخير قتل الشهيد وحجزه في القلعة سببه خوف الحاكم في دمشق من ردة الفعل الشعبية عليه، لما للشهيد من مكانة علمية واجتماعية وسياسية بين أتباعه.

## ما قيل فيه
- قال عنه الحر العاملي:[1] «كان عالما ماهرا فقيها محدثا مدققا ثقة متبحرا كاملا جامعا لفنون العقليات والنقليات زاهدا عابدا ورعا شاعرا أديبا منشئا فريدة دهره وعديم النظير في زمانه».
- وقال عنه أستاذه فخر الدين محمد بن العلامة الحلي:«وقرأ على مولانا الإمام العلامة الأعظم أفضل علماء العالم سيد فضلاء بني آدم مولانا شمس الحق والدين محمد بن مكي».

## وصلات خارجية
- الشهيد الأول - حياته وآثاره - رضا مختاري
- مختصر نسيم السحر - في احوال الشهيد الأول- لشيخ محمد بن علي بن الوحيد البتديني العاملي